# Mykologický herbář

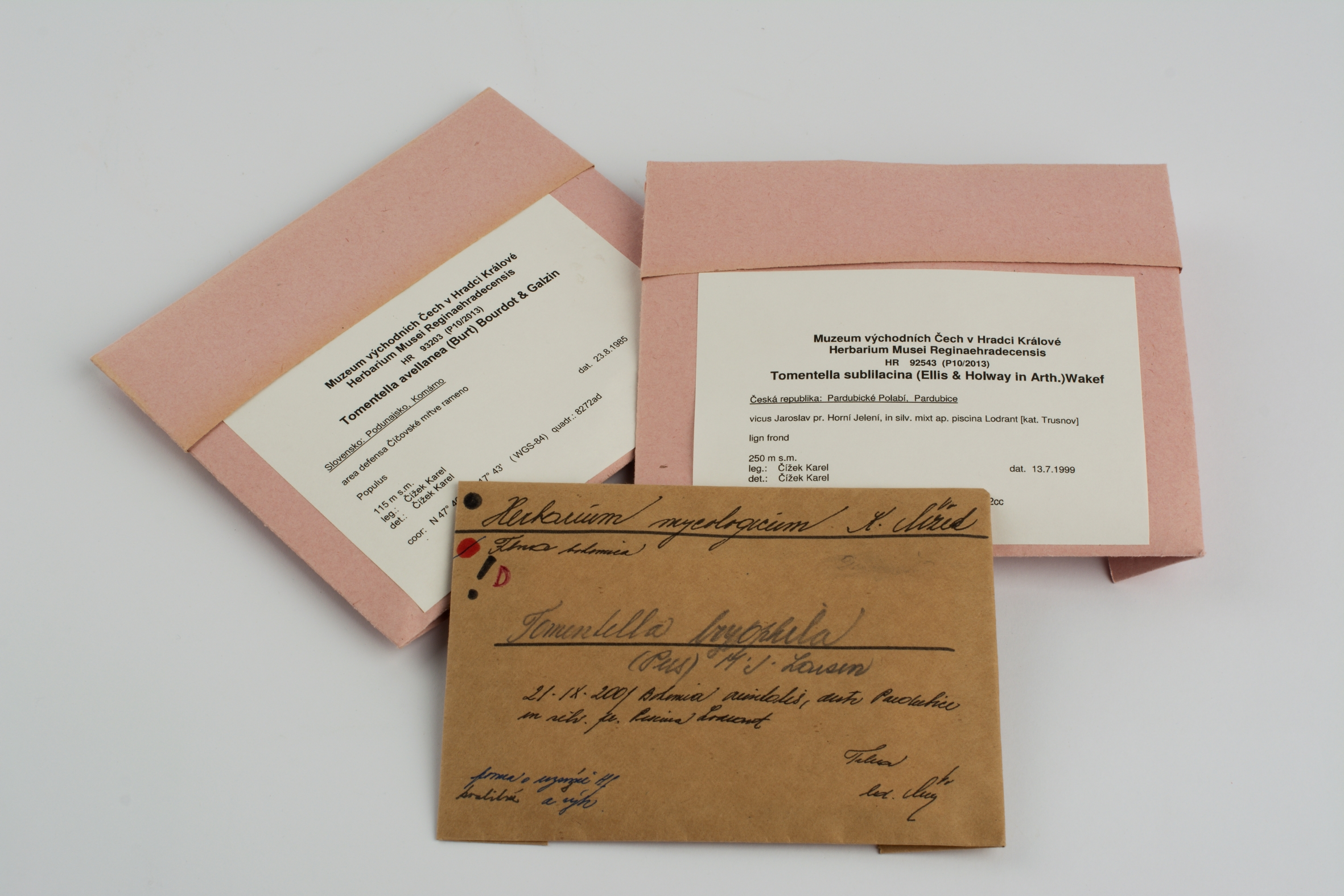
Mykologické položky Karla Čížka ve sbírkách Muzea východních Čech v Hradci Králové

Mykologický herbář neboli fungárium je typ herbáře určený pro houby, jedná se tedy o sbírku jejich exsikátů, usušeného houbového materiálu. Má zejména srovnávací a dokumentační význam.
Usušený houbový materiál tvoří jednotlivé položky fungaria. Typicky se jedná o plodnice (celé, nebo nakrájené na menší kusy), nebo jinou odpovídající část houby se sporami. V případě mikromycetů mnohdy jsou uloženy i s částí substrátu. U druhů, s nimiž se pracuje v kulturách a které jsou součástí sbírek mikroorganismů, se do herbáře ukládají i usušené agarové živné půdy.
Plodnice jsou vloženy do papírových obálek nebo krabiček, na nichž je umístěna etiketa. Tzv. švédský způsob ukládání znamená, že položky jsou umístěny v papírových obálkách vložených do kartonových krabiček, které se dále vkládají do větších pevných krabic. V některých případech jsou houby uloženy v roztoku v průhledném skleněném válci.
Houby si při uchovávání v mykologickém herbáři zachovávají své mikroskopické znaky, které jsou zásadní pro výzkum. Možnost zachování parametrů jako tvar či barva je však mezidruhově velmi odlišné. Tvar si zpravidla zachovávají smržovité a chorošovité houby. Hřibovité houby či holubinky si zachovávají barvu klobouku. Pavučince si zachovávají vůni.
Účelem herbáře je dokumentovat stav přírody, změny v hojnosti jednotlivých druhů či skupin hub. Důležité je i využití pro taxonomické odborné studie. Pokud je druh popsán pouze slovně, ale v literatuře není vyobrazen, herbář může posloužit k porovnání nového nálezu s dřívějšími a k ověření. Položky v herbáři mají při dodržení stabilního prostředí a zamezení přístupu škůdců dlouhou životnost. Existují i položky staré více než 100 let. 
U každé položky je zapsán sběratel, datum sběru, lokalita (u novějších včetně zeměpisných souřadnic tak, aby mohlo být místo opětovně navštíveno), determinátor (ten, kdo druh určí), případně revize, dále charakteristika biotopu a substrát. Úpravy a aktualizace popisů a názvů (druh může v průběhu času být přejmenován či překlasifikován) jsou na tzv. slohách. Jedná se nedovřené obálky z tvrdého papíru o velikosti A2, který je přeložený v polovině či v okrajových čtvrtinách. Jednotlivé slohy jsou uspořádány zpravidla abecedně, nejprve podle rodu a poté podle druhu. K herbáři je dále vedena sbírková databáze (nyní již zpravidla v elektronické podobě), která slouží k jednoduššímu hledání a zařazení.

## Mykologické herbáře v Česku
Největší mykologický herbář v Česku se nachází v Národním muzeu v Praze, následují sbírky Moravského zemského muzea v Brně a Slezského zemského muzea v Opavě. O rozvoj mykologického herbáře Národního muzea se zasloužil Albert Pilát.
Muzeum východních Čech v Hradci Králové disponuje mykologickým herbářem, který obsahuje na 25 tisíc položek, čímž patří k největším v Česku.
| Instituce                               | Rozsah sbírky (nelichenizovaných hub) | Zaměření                  | Zastoupení mikromycet |
| --------------------------------------- | ------------------------------------- | ------------------------- | --------------------- |
| Národní muzeum v Praze                  | 420 000 / 500 000                     |                           | ano                   |
| Moravské zemské muzeum, Brno            | 200 000                               |                           | ano, cca 120 tisíc    |
| Katedra botaniky PřF UK, Praha          | 80 000                                |                           | ano, cca 60–70 tisíc  |
| Muzeum východních Čech v Hradci Králové | 25 000                                |                           | ano, ale jen okrajově |
| Jihočeské muzeum v Českých Budějovicích | 23 985 (30. 11. 2021)                 | velké houby (makromycety) | ano, ale jen okrajově |
| Masarykova univerzita, Brno             | 20 000                                |                           | ano                   |
| Jihomoravské muzeum ve Znojmě           | 3 500                                 |                           | minimálně             |
| Západočeské muzeum v Plzni              | 3 000                                 |                           | ano, asi 700          |

Největší mykologický herbář na Slovensku mají v Přírodovědném muzeu Slovenského národního muzea (SNM) v Bratislavě. Obsahuje více než 30 tisíc položek.